# Тръбен орган
Тръбният орган (от гръцки ὄργανον, órganon) е вид орган – музикален инструмент от групата на клавишните инструменти, който произвежда звук чрез освобождаване на въздух под налягане през система от тръби.
Тръбните органи варират по размер: от преносими инструменти само с по няколко десетки тръби, до огромни органи с по десетки хиляди тръби, станали причина Волфганг Амадеус Моцарт да нарече тръбния орган „краля на инструментите“.
Органът е описван като един от най-старите музикални инструменти, чиято история може да бъде проследена назад чак до Древна Гърция през 3 век пр.н.е. Основните компоненти на тръбния орган са тръбите (които осъществяват звукоизвличането), разположени в камера, която съдържа въздух под механично произведено налягане (въздушна струя), като достъпът на въздух до тръбите се управлява чрез клавиатурата.
Поради постоянния приток на въздушна струя, органът е способен да задържи постоянен звук дотогава, докато е натиснат клавишът, за разлика от други клавирни инструменти, като пианото и клавесина, чийто звук постепенно затихва след натискането на клавиша. За орган е написан значителен по обем музикален репертоар, в продължение на повече от 400 години.
Съвременните органи обикновено съдържат повече от една клавиатура за ръце, наричана мануал, и голяма клавиатура за краката, наричана педалиера. Най-разпространената конфигурация е два мануала с една педалиера. Големите органи разполагат с до пет мануала, а някои от най-големите – дори и повече.
Тръбните органи са често срещани в християнските църкви, както и в някои синагоги, където се използват за музикален съпровод на религиозната служба. Солова музика на орган обикновено се изпълнява преди или след службата. Тръбни органи също могат да се видят в сградите на кметства и културни домове, като са предназначени за изпълнения на класическа музика, и най-вече транскрипции на оркестрална музика. В ерата на нямото кино, в много киносалони са били разполагани органи. Големи тръбни органи с автоматични механизми за свирене са можели да се видят в богаташки американски имения в началото на 20 век. Днес, изпълнителите и почитателите на органа често инсталират в домовете си малки тръбни органи.

## Известни тръбни органи
- Най-старият използван тръбен орган в света се намира в Сион, Швейцария, направен през 1435 г. По-голяма част от корпуса е автентичен, но само 12 от тръбите му са оригинални, а останалите са подменяни при реставрации.[4]
- Най-големият действащ орган, с 28 482 тръби и 461 регистъра, е „Уанамейкър гранд корт орган“ във Филаделфия. Всъщност това е вторият по-големина орган правен някога, но е най-големият функциониращ в света. На него се свири два пъти на ден, шест дена в седмицата, като част от изпълненията се записват.
- Бамбуковият орган в църквата „Сейнт Джоузеф“, Лос Пиняс, Филипини е направен изцяло от бамбук в началото на 19. век от испански свещеник. Заема централно място в изпълненията по време на ежегодния Световен международен фестивал на органите.
- Най-големият тръбен орган, правен някога, е „Бордуоук хол аудиториум орган“ в Атлантик Сити, Ню Джърси. Той притежава 33 114 тръби[5] и е създаден между 1929 и 1932 г. от Midmer-Losh Organ Company. Не е действащ, поради липсата на поддръжка и в резултат на повредите при реставрирането на Бордуоук хол.
- „Гранд орган“ в Сидни, Австралия е бил най-големият в света. Все пак това е най-големият орган без електрически компоненти и е един от двата с пълна комбинация от регистърови ключове на 64' [6] - контра тромбон. Контра тромбонът може да бъде чут в запис.[7]
- Най-големият църковен тръбен орган, с около 21 800 тръби и 355 регистъра е в Кадет Чапъл, Военна академия на САЩ, Уест Пойнт, Ню Йорк.[8] В процес е на непрекъсното доизграждане.
- Вторият по-големина орган в света, с 20 000 тръби и 345 регистъра, е в Първа конгрегационална църква, Лос Анджелис.[9]
- В Онтарио Сайънс Център е изложен хидроаулофон, вид орган с водни-дюзи. Този тръбен орган, функционира на хидравличен принцип, чрез три водни помпи и съответни клавиши. Всеки клавиш представлява дюза, чрез която се постига независим контрол на звука, тона и тембъра във всяка тръба.
- Органът в операта на Сидни е най-големият орган с механични клавиши. Притежава 200 регистъра, 130 гласа, 5 мануала и 10 154 тръби.
- „Роял Алберт Хол орган“ в Лондон е най-големият тръбен орган във Великобритания.
- Най-големият домашен орган е в резиденцията Бари Норис в Бирмингам, САЩ. Съдържа 200 регистъра, 161 гласа и общо 11 200 тръби, които се управляват от петмануална конзола от всекидневната.